# August Schröder (Archivar)
August Schröder (* 8. Mai 1908 in Hollenstede (heute Stadt Fürstenau); † 19. Juni 1993 in Münster) war Landesarchivar und Träger des Bundesverdienstkreuzes.

## Berufliche Ausbildung
Nach dem Besuch des Humanistischen Gymnasiums Meppen studierte er Theologie und romanische Philologie (Latein, Französisch) an der Universität Innsbruck, an der Sorbonne in Paris und an der Westfälischen Wilhelms-Universität in Münster.

## Engagement für Forschung und Archive
Von 1938 bis 1977 hatte er Positionen als Geschäftsführer, sowie die Schriftleitung der Beiträge für Westfälische Familienforschung. Zusätzlich war er Vorsitzender der Westfälischen Gesellschaft für Genealogie und Familienforschung.
In den Jahren 1946 bis 1975 war er Archivar bei der Archivberatungsstelle (heute LWL-Archivamt für Westfalen) in Münster.
Er setzte sich intensiv für die Rettung des 1946 unter Wasser geratenen Stadtarchivs Rheine ein. Zahlreiche Adelsarchive profitierten von seiner Arbeit.
Ab 1976 war er korrespondierendes Mitglied der Historischen Kommission für Westfalen.

## Ehrungen
- Niedersächsisches Verdienstkreuz am Bande für seine Bemühungen um die Geschichte des Osnabrücker Nordlandes
- Bundesverdienstkreuz Erster Klasse für sein heimatgeschichtliches Engagement
- Ehrenmitglied der Westfälischen Gesellschaft für Genealogie und Familienforschung
- Ehrenbürger der Stadt Fürstenau
- Benennung einer Straße in Hollenstede als August-Schröder-Straße

## Aufsätze und Schriften ab 1976
- In „Beiträge zur westfälischen Familienforschung“ Band 30–32 ist eine ausführliche Bibliographie für Schriften von Dr. August Schröder bis 1974 erschienen.

Die folgende Bibliographie gibt lediglich einen kleinen Überblick über einen Teil seiner Aufsätze und Schriften.
- Quakenbrücker Handel und Wandel. Von der Stadtgründung um 1240 bis zur Eröffnung der Eisenbahnverbindung Quakenbrück-Osnabrück im Jahre 1876. Vom Schützenwesen der altosnabrückischen Festungsstadt Fürstenau. In: Heimat-Jahrbuch für Osnabrück - Stadt und Land. 1976. (1975). S. 57–59, 72–73.
- Vor 100 Jahren. Planung der Eisenbahn Rheine-Fürstenau-Quakenbrück. Vertreter der Stadt Fürstenau 1876 in Berlin. Heimindustrie und Hollandgängerei um 1850. Aus einem Bericht des Fürstenauer Amtmanns über die wirtschaftliche Situation in den Gemeinden der Kirchspiele Berge und Bippen. In: Osnabrücker Land. 1976. S. 82–85, 93–95.
- Der Geburtstag der Dichterin Annette Droste zu Hülshoff. Bisherige Ermittlungen. Neue Schriftquellen zur Datierung. In: Beiträge zur westfälischen Familienforschung. 33-35. 1975-1 977. S. 4–14.
- 800 Jahre Roxel 1177–1977. (Stadt Münster. Dokumentation. 3177.) Münster: Stadtverwaltung/Presseamt 1977. 40 S. mit Abb.
- 75 Jahre westfälische genealogische Zeitschrift. 40 Jahre „Beiträge zur westfälischen Familienforschung“. Rolle über Herrn Rittmeister Sprengepiels Kompanie aus dem Jahre 1640. In: Beiträge zur westfälischen Familienforschung. 33-35. 1975–1977. (1978) S. 1–3, 153–159.
- Personen- und Familiengeschichte. In: Methoden und Ziele der Ortsgeschichte. Beiträge aus Seminaren und Arbeitskreisen. Münster 1978. Selbstverlag des Westfälischen Heimatbundes. S. 28–42.
- Landes- und Marktherren gewähren im Interesse der Versorgung ihres Gebietes, zur Förderung des Handels und der damit verbundenen Einnahmen der zu den Märkten ziehenden Händlern und Kaufleuten Geleitschutz. 1322. Zur Versorgung und Förderung ihres Landes heben die Landesherren zeitweilig den Zoll auf, was den Handel sehr belebt. 1652. Gewerbemonopole wie die Osnabrücker Legge sichern durch Qualitätskontrolle und Ausschluss fremder Konkurrenz Absatz der Ware und damit Wohlstand des Landes. 1580. Der Aufbau des Hauses und der Hausrat kennzeichnen die soziale und wirtschaftliche Situation des Bürgers. 1493. In: „Osnabrück - 1200 Jahre Fortschritt und Bewahrung“. Nürnberg 1980. S. 163–166, l81/182, 244/245.
- Fürstenau zur Zeit der deutschen Hanse. In: Handbuch der niedersächsischen Hansestädte. Bearb. von Jürgen Bohmbach. Stade 1983. S. 55/56.
- Fürstenau - früher und heute. Mit geschichtlicher Zeittafel, 6 Bildwiedergaben (Buntbildern und 2 kolorierten Kartenbildern - Fürstenau 1863, Fürstenau 1945 und heute). In: „Sachunterricht“, Jahrgangsband 4. Schuljahr. Ausgabe Nord (Neubearbeitung). 1983. S. 20–22. Westermann-Verlag GmbH, Braunschweig.
- Friedrich Adolf Sauer (1765–1839). Ein Beitrag zur westfälischen Bildungsgeschichte des 18. Jahrhunderts. In: Der Reformer des sauerländischen Schulwesens (Veröffentlichungsreihe des Stadtarchivs Menden. Heft 2). Menden 1990. S. 183–198. (Erstveröffentlichung in: Aus westfälischer Geschichte. Beitrag zur westfälischen Bildungsgeschichte des 18. Jahrhunderts. Münster 1947).